# Кононенко, Максим Алексеевич
Максим Алексеевич Кононенко (укр. Максим Олексійович Кононенко; род. 21 мая 1980, Кировоград, Украинская ССР) — украинский дипломат. Чрезвычайный и полномочный посол Украины в Нидерландах (2021—2022). Представитель Украины при организации по запрещению химического оружия (2022). Чрезвычайный и полномочный посол Украины в Эстонии (2023—2025).

## Биография
Родился 21 мая 1980 года в городе Кировоград. Детство прошло в Киеве. Учился в средней школе № 25, которую окончил в 1997 году с отличием.
Занимался литературной деятельностью: в 1996—1997 годах издал несколько сборников стихов. Работал внештатным корреспондентом отдела культуры еженедельника «Зеркало недели».
В 2002 году окончил кафедру международного права института международных отношений Киевского национального университета имени Тараса Шевченко. Специалист международного права, юрист-международник, переводчик с французского языка. Свободно владеет французским, английским и русским языками.
Начал карьеру государственного служащего в должности консультанта Управления внешнеполитических проблем национальной безопасности Аппарата Совета национальной безопасности и обороны Украины. Занимался политической аналитикой. Отвечал за отношения со стратегическими партнёрами Украины — США и РФ, развитие сотрудничества с ЕС и НАТО, переговорные процессы по вопросам государственных границ. Был членом делегации Украины на переговорах с Румынией по подготовке Договора о режиме украинско-румынской государственной границы, сотрудничестве и взаимной помощи по пограничным вопросам, подписанным 17 июня 2003 года.
С февраля 2004 года — на дипломатической службе. В 2005 году — исполняющий обязанности начальника отдела государственных границ договорно-правового управления МИД Украины. В 2006—2010 годах — Первый секретарь по консульско-правовым вопросам Посольства Украины во Франции. Отвечал за весь юридический блок вопросов, связанных с работой Посольства.
В 2010—2012 годах работал в Департаменте менеджмента персонала. Занимался реформированием Дипломатической академии Украины и системы повышения квалификации работников государственных органов в сфере внешних сношений. В 2012—2016 годах — советник по юридическим вопросам в Постоянном представительстве Украины при Совете Европе (Страсбург), отвечал за сотрудничество и взаимодействие с Европейским судом по правам человека, Комиссаром Совета Европы по правам человека, Венецианской комиссией. Вёл юридический блок вопросов, связанных с работой Комитета министров Совета Европы и Парламентской ассамблеей Совета Европы. Участвовал в переговорном процессе по демаркации границ с Республикой Беларусь и Республикой Молдова.
В 2020—2021 годах — советник-посланник Посольства Украины во Франции.
С 13 декабря 2021 по 27 сентября 2022 года — чрезвычайный и полномочный посол Украины в Королевстве Нидерланды.
С 3 марта по 27 сентября 2022 года — постоянный представитель Украины при Организации по запрещению химического оружия по совместительству.
С 17 марта 2023 по 21 июля 2025 года — чрезвычайный и полномочный посол Украины в Эстонской Республике.

## Личная жизнь
Женат на Татьяне Дорошенко, имеет сына Николая (2005 г.р.).

## Награды
- июль 2003 года — Почётная грамота МИД Украины
- 20 августа 2021 года — Нагрудный знак МИД Украины «За добросовестную службу»